# Guillermo Prieto (deportista)
Guillermo Prieto (ca. 1945) es un deportista argentino que compitió en baloncestista en silla de ruedas y atletismo adaptado. Representó a la Argentina en los Juegos Paralímpicos de Heidelberg 1972 y en los Juegos Paralímpicos de Toronto 1976. En Heidelberg 1972 ganó la medalla de bronce en baloncesto en silla de ruedas y en Toronto diploma olímpico en lanzamiento de disco al salir octavo.
Por sus logros deportivos fue reconocido en Argentina como Maestro del Deporte.

## Carrera deportiva

### Juegos Paralímpicos de Heidelberg 1972

#### Medalla de bronce en baloncesto en silla de ruedas
El equipo masculino de baloncesto estuvo formado por Juan Luis Costantini, Héctor Leurino (capitán), Guillermo Prieto, Alberto Parodi, Daniel Tonso, Luis Grieb, Juan Vega, Rubén Ferrari y Aldo Di Meola.
Participaron nueve países: Argentina, Australia Estados Unidos, Francia, Gran Bretaña, Israel, Italia, Países Bajos y Suecia que fueron dividos en dos grupos. Argentina salió primera en el Grupo A, ganándole a Gran Bretaña 56-48, a Suecia 78-26, a Países Bajos 61-36 y a Italia 70-44. En la semifinal perdió con Israel por un solo doble (53-55). El partido por la medalla de bronce fue contra Gran Bretaña, volviéndola a vencer esta vez por 54-39. Al año siguiente el equipo argentino se consagraría campeón mundial.
| Baloncesto Varones | Baloncesto Varones | Baloncesto Varones |
|                    | País               |                    |
| ------------------ | ------------------ | ------------------ |
| 1                  | Estados Unidos     |                    |
| 2                  | Israel             |                    |
| 3                  | Argentina          |                    |
| Fuente: IPC.       |                    |                    |